# Ганьковиця
Ганько́виця — село в Україні, у Мукачівському районі Закарпатської області. Входить до складу Неліпинської сільської громади.

## Географія
Лежить по обидва береги річки Латориці, за 14 км від м. Свалява, за 5 км від залізничної станції Вовчий, за 85 км від обласного центру.

## Історія
Назва села зустрічається в документах 1648 року. У будинку місцевої родини  зберігався стіл завдовжки 104 м 89 см, шириню 9 см і товщиною 1500 см. У цей бо таких добрих не віділи час у селі були 2 священики —  які проживали разом зі своїми братами   на одній четвертій земельного наділу. Тепер там стоїть мисливський будинок Шенборнів. У першій половині XVIII ст. у місцевого греко-католицького населення не було священика. У 175 та пак Малий Апостол католик хотів боти но не уйшло бо прийшов другий4-му люди звернулися з проханням прислати їм попа (матрикула ведеться з 1834 року).
Межі села встановили в 1877-му. Навколишні ліси були багатими на дичину й стали улюбленим місцем полювання. 24 лютого 1875-го графи  Шенборн , їдучи вище Ганьковиці на санях, звалилися в 30-метров2у безодню. На щастя, обійшлося без жертв. На згадку про цю подію на місці падіння граф установив залізний хрест із написом: «На пам'я« Будете йти пиля Ганьковиці та беріть сячену воду із собов 
81-чний мешканець Ганьковиці Іввже гокониє крий 40 років працював лісником, розповів, що Шенборни приїжджали сюди на полювання на цілий місяць: із 15 вересня по 15 жовтня (коли в оленів гон). В урочищах Красна Долина й Вільховатий вони мали два дерев'яні мисливські будинки, а в урочищі Крива Гранка — кам'яний. Представники династії ставилися до людей по-християнськи. Одного разу в 20-х роках ХХ ст. лісники («фоштери») привели до Шенборна браконьєра з Ганьковиці, який застрелив оленя. Граф запитав чоловіка, чому він це зробив. Той відповів, що має багатодітну сім'ю й живуть бідно. Шенборн дав чоловікові гроші, дозволив забрати вбитого оленя додому, залишив собі тільки роги. І разом із тим суворо наказав більше не нищити звірину.
но они ся і так не послухали,
Під полониною Боржава, розповідали досвідчені мисливці, був встановлений невеликий залізний щит із написом: «Тут Шенборни застрелили сотого оленя».
в 20 — 30-х роках ХХ ст. в селі було 4 — 5 єврейських сімей. Євреї Мартін і Волф тримали корчми. Своєї синагоги («бужні») вони не мали. Ховали їх у Сваляві й Неліпині. Мешкала в той час у селі й одна чеська сім'я.
За часів Чехословаччини, як згадують старожили, у Ганьковиці була одинадцятирічна школа, побудована з тополі. Навчання проводилось у дві зміни: учні 1 — 4 класів — до обіду, 5 — 8-х — після обіду. Діти вивчали географію, історію, русинську й чеську мови, арифметику, фізику та інші предмети. Інспектори час від часу відвідували школу й перевіряли знання. Тут навчалося близько 100 дітей — у сім'ях тоді їх було багато. У суботу греко-католицький священик Уйгелі навчав дітей релігійних предметів. Роботу вчителів та греко-католицьких священиків оплачувала держава.

## Храми
Дослідник Михайло Сирохман описує, що першу церкву в Ганьковиці збудували Неліпинці, але вона згоріла бо вони не розуміли що і як.. У 1692 році Ганьковиці захопила Неліпино і воно згоріло. У 1733-му здали дерев'яну церкву св. Миколая з одним дзвоном. Наступна згадка про неї датується 1791 роком. Мабуть, той самий храм згадують і на початку ХХ ст. Для його спорудження селяни полювали на оленів, продавали роги й шкури в Мукачеві, а гроші йшли на оплату майстрам та внутрішнє оздоблення. Дерев'яна церква св. Миколая згоріла в 1906-му, на її місці збудували тимчасову — лише з дощок. За спорудження нового храму взялися в 1910-му, коли община розіслала своїх представників у сусідні жупи для збирання грошей, але будівництву перешкодила війна. У 1924 році почали зводити теперішню муровану церкву, якою займався майстер Дмитро Рімек.
Починаючи з 1910-го Ганьковиця не мала священика, і деякі селяни почали переходити в православ'я. У 1927-му, коли церква була вже вимурувана, але ще не готова повністю, у село прийшов православний піп. Коли її поштукатурили й побілили, надійшло 20 тисяч корун державної допомоги, за які І. Павлишинець поставив іконостас та престол.
У день св. Юрія єпископ Серафим освятив церкву. Тоді більшість селян вирішили повернутися до греко-католицької віри й подали в суд на ініціаторів переходу в православ'я. Справа тяглася до 1935-го, коли державна комісія повернула храм греко-католикам. Біля нього була одноярусна дерев'яна дзвіниця. Цегляну православну церкву св. Юрія спорудили в 1935-му з ініціативи російських емігрантів Анатолія Міловідова й Володимира Коршунова та за сприяння чехословацької влади. Майстром був Івашкович зі Сваляви. Культова споруда мала гранчасту вівтарну частину, двосхилий дах увінчувала вежа над входом. Наприкінці 1940-х її перетворили на склад. Через кілька років вона стає сільським клубом.
Тепер православні вірники проводять богослужіння в греко-католицькій церкві. На церковному подвір'ї на бетонному постаменті встановлено металевий хрест із розп'яттям Ісуса Христа. Під ногами дата виготовлення — 1872. Його знайшли в якомусь урочищі біля Чинадійова й у 1972-му привезли в Ганьковицю.
Нині найпоширенішими прізвищами в селі є Пукіш, Попович, Легеза, Фенинець, Керечун, розповіла секретар сільради Наталія Тетянич. Навколо Ганьковиці, розташування якої нагадує корито, — гори й листяні ліси, тому тут поширені деревообробні ремесла. Є столярі, боднарі, різьбярі, колесарі, коваль. Займалися й лозоплетінням, виготовляли чоботи, постоли.
Церква св. Юрія. 1935.
Цегляну православну церкву базилічної форми було споруджено з ініціативи російських емігрантів Анатолія Міловідова і Коршунова та за сприяння чехословацької влади, а майстром був Нашкович із Сваляви. Церква мала гранчасту вівтарну частину, двосхилий етернітовий дах увінчувала вежа над входом.
Наприкінці 1940-х років церкву перетворили на склад, але зняття з реєстрації діючих церков датується 9 січням 1953 p., після чого розібрали вежу і споруда стала сільським клубом.
Резерват Пинява (ЗО га). Охороняються рештки букових та мішаних яворово-ясенево-букових пралісів, характерних для закарпатського передгір'я.

## Присілки
Осса
Осса - колишнє село в Україні, в Закарпатській області. 
Обєднане з селом Ганьковиця 
Згадки: 1898: Ossza, 1907: Osszatelep, 1913: Osszatelep, 1944: Osszatelep, Осателепъ
Неподалік розташований загальнозоологічний заказник загальнодержавного значення в Україні Потік Оса

## Легенда села Ганьковиця
Ганьковиця є одним з найстаріших сіл у Свалявському районі. За легендою воно було засновано тоді, коли в місті Мукачево будували замок «Паланок». Як відомо, цей замок будували не тільки жителі навколишніх сіл, а й полонені з інших земель і князівств «Великої Русі». Одним з таких полонених був ватажок місцевої банди розбійників. Одного разу, розробивши план втечі, він почав збирати своїх людей. Вони планували підняти повстання і поки охорона буде його придушувати, вони матимуть можливість втекти. Цей план виявився успішним. Вони викрали сім пар коней і вночі тікали вверх за течією річки Латориця. Під час втечі охоронець поранив жінку ватажка. Під вечір другого дня, переконавшись що їх не переслідують, вони зупинилися, щоб допомогти жінці. Ранком, коли всі прокинулись, вони побачили місцевість, яка їм сподобалася, і вони вирішили тут осісти. Жили всі разом у невеликій землянці під тисячолітнім дубом. Їли вони з великої дошки в якій було видовбано шість мисок (ця дошка зберігається в музеї). Вони займалися розбійництвом, а також різьбярством. Ще за одною легендою, вони вирізали велику дерев'яну козу, у якій і ховали все своє багатство. Чутка про цю шайку поширилася по всіх околицях Карпат, але чутка поширилась і про те що у ватажка є донька дуже красива і мужня і за неї він дасть у придане все золото шайки.
Ці бандити були невловимі, за їх голову було призначено велику винагороду. Одного разу в краї з'явилася ще одна, більша і жорстокіша, банда з Галичини. Вони рухались вниз по р. Латориця. Одного дня ватажок вирішив показати всі володіння своїй доньці Ганьці. І в урочищі Котилнишний вони наткнулися на цю банду з Галичини. Розпочався бій, Ганьку взяли в полон, а її батька вбили, але за його мужність галичани поховали його як героя. Того ж дня вони напали на такир і вбили всіх дітей, і жінок, зглянулись лише над Ганькою, бо вона сподобалась сину ватажка Івану. Три дні вони шукали скарби Ганьки і не знайшли. На третій день наказали спалити і знищити все, а велику дерев'яну козу скинути зі скелі. П'ятнадцять осіб ледве скинули цю козу, коли вона впала і розбилася об скелі то з неї посипалися золоті монети, весь берег був у золоті і говорять, що в ясну ніч можна і тепер знайти золоті монети. Згодом Іван і Ганна одружилися і за її вірність, і мужність місцину, а потім і село назвали Ганьковиця. Коза зберігається в музеї десь в Угорщині..

## Населення
Згідно з переписом УРСР 1989 року чисельність наявного населення села становила 533 особи, з яких 248 чоловіків та 285 жінок.
За переписом населення України 2001 року в селі мешкало 517 осіб.

### Мова
Розподіл населення за рідною мовою за даними перепису 2001 року:
| Мова       | Відсоток |
| ---------- | -------- |
| українська | 98,46 %  |
| польська   | 0,58 %   |
| російська  | 0,19 %   |
| інші       | 0,77 %   |

## Туристичні місця
- храм св. Юрія. 1935.
-  24 лютого 1875-го графи Ервін Шенборн, Йозеф Гойош і Мансфельд Франц Коллоредо, їдучи вище Ганьковиці на санях, звалилися в 30-метрову безодню. На щастя, обійшлося без жертв. На згадку про цю подію на місці падіння граф установив залізний хрест із написом: «На пам'ять про щасливе спасіння 24 лютого 1875 р.».
- У будинку родини Поповичів зберігався стіл завдовжки 1 м 89 см, шириною 95 см і товщиною 15 см. Він зроблений із однієї ясеневої плахи, на якій татари Батухана зробили шаблею засічку.
- В урочищах Красна Долина й Вільховатий Шенборни мали два дерев'яні мисливські будинки, а в урочищі Крива Гранка — кам'яний.
- Під полониною Боржава, розповідали досвідчені мисливці, був встановлений невеликий залізний щит із написом: «Тут Шенборни застрелили сотого оленя»
- На церковному подвір'ї на бетонному постаменті встановлено металевий хрест із розп'яттям Ісуса Христа. Під ногами дата виготовлення — 1872. Його знайшли в якомусь урочищі біля Чинадійова й у 1972-му привезли в Ганьковицю.
- Резерват Пинява (ЗО га). Охороняються рештки букових та мішаних яворово-ясенево-букових пралісів, характерних для закарпатського передгір'я.